# Racing Club de Avellaneda
El Racing Club de Avellaneda és un club de futbol argentí de la ciutat d'Avellaneda (Buenos Aires). Entre els seus majors èxits destaquen divuit campionats argentins (1913, 1914, 1915, 1916, 1917, 1918, 1919, 1921, 1925, 1949, 1950, 1951, 1958, 1961, 1966, 2001, 2014 i 2019), a més de sis campionats internacionals (la Copa Libertadores de 1967, la Copa Intercontinental de 1967, la Supercopa de 1988, las Copas Aldao de 1917 i 1918 i la Copa de Honor de 1913).
El Racing Club va ser fundat el 25 de març de 1903. El 1950 inaugurà el seu estadi El Cilindro de Avellaneda, posteriorment anomenat Presidente Juan Domingo Perón. Anteriorment havia jugat a l'Estadi Racing Club. Els seus colors són el blau cel i el blanc a ratlles verticals, igual que la selecció argentina. El 1983 La Academia va descendir a Primera B on va romandre fins a 1985. El 1999 sofrí una profunda crisi econòmica.

## Palmarès
- Copa Intercontinental de futbol (1) : 1967[1]
- Copa Libertadores (1) : 1967[1]
- Supercopa Sud-americana (1) : 1988[1]
- Copa Sud-americana (1) : 2024
- Recopa Sud-americana (1) : 2025
- Copa Aldao (2) : 1917, 1918[1]
- Copa de Honor (1) : 1913[1]
- Lliga argentina de futbol (18) : 1913, 1914, 1915, 1916, 1917, 1918, 1919, 1921, 1925, 1949, 1950, 1951, 1958, 1961, 1966, 2001, 2014, 2019[1]
- Copes Nacionals de l'Argentina (12) : 1912, 1913, 1913, 1914, 1915, 1916, 1917, 1917, 1918, 1932, 1933, 1945[1]
- Trofeo de Campeones (2) : 2019, 2022[1]
- Supercopa Argentina (1) : 2022[1]

## Jugadors destacats
- Evaristo Barrera (1930s)
- Alfio Basile (1964~1970)
- Delfín Benitez (1940s)
- Albano Benjamín Bizzarri (1997~1999)
- José Luis Brown (1989)
- Gabriel Calderón (1977, 1979~1981)
- Omar Oreste Corbatta (1955~1962)
- Néstor Fabbri (1986~1992)
- Ubaldo Fillol (1972~1973, 1987~1989)
- Rubén Paz (1986~1993)
- Roberto Perfumo (1960~1972)
- Juan José Pizzuti (1950s)
- Sergio Goycochea (1990~1991)
- Claudio López (1991~1996)
- Walter Machado (1969)
- Diego Milito (1999~2003)
- Milovan Petar Mirosevic (2003~2006)
- Diego Simeone (2005~2006)
- Llamil Simes (1969)
- Enrique Wolff (1967-1972)

## Evolució de l'uniforme
| 1903 | 1905 | 1906 | 1910-present |